# Tề Vũ công
Tề Vũ công (chữ Hán: 齊武公; trị vì: 850 TCN – 825 TCN), tên thật là Khương Thọ (姜壽), là vị vua thứ tám của nước Tề - chư hầu nhà Chu trong lịch sử Trung Quốc.
Ông là con trai của Tề Hiến công – vua thứ 7 nước Tề. Năm 850 TCN, Hiến công qua đời, Vũ công lên nối ngôi.
Sử không ghi chép những sự kiện trong thời gian ông làm vua. Năm 825 TCN, Tề Vũ công mất. Ông ở ngôi tất cả 26 năm. Con ông là Khương Vô Kỵ lên làm vua, tức là Tề Lệ công.